# دمسيسة شامسوانية
دمسيسة شامسوانية أو أمبروزية شامسوانية (الاسم العلمي: Ambrosia chamissonis) هي نوع من النباتات تتبع جنس الدمسيسة من الفصيلة النجمية.